# خوان کارلوس تورینیو
خوان کارلوس تورینیو (انگلیسی: Juan Carlos Touriño; ۱۴ ژوئیهٔ ۱۹۴۴ – ۷ مارس ۲۰۱۷) بازیکن فوتبال اهل آرژانتین بود.
از باشگاه‌هایی که در آن بازی کرده‌است می‌توان به باشگاه فوتبال جیمناسیا لاپلاتا و باشگاه فوتبال رئال مادرید اشاره کرد.
وی همچنین در تیم ملی فوتبال اسپانیا بازی کرده‌است.